# Soulcalibur IV
Soulcalibur IV (ソウルキャリバーIV SōruKyaribā Fō?) Es la sexta entrega de la serie Soul contando al primero que dio inicio a la franquicia, Soul Edge conocido en América como SoulBlade cabe destacar que antes de Soulcalibur IV salió a la venta en 2007 Soulcalibur Legends con exclusividad para Wii pero este no se enfocaba a las luchas sino más al estilo de aventuras.

## Características principales
- Gráficos de alta definición - Soulcalibur en alta resolución por primera vez con gráficos asombrosos.
- Pelea Online - Por primera vez pelea con otros oponentes en línea en Partidas igualadas y Partidas personalizadas ambas con la opción partida de jugador
- Batalla activa - La nueva franquicia Soulcalibur ofrece una experiencia que permite derrotar a los oponentes uno detrás de otro en modos de Batallas por Equipo (no disponible en batallas en línea).
- Final crítico -Cuando el "Indicador de Alma" del personaje se torne rojo brillante por haberse defendido tanto, hay un momento en que su defensa se rompe (el personaje brilla en energía roja) y el contrincante puede hacer un "Final Crítico" lo que significa una asombrosa muerte instantánea al contrincante.
- Múltiples modos de juego - Soulcalibur presenta los modos "Historia", "Arcade", "La Torre de las Almas Perdidas", "Entrenamiento", "Versus", "Online", "Creación de personajes" y el modo "Museo".
- Equipo Destructible - Cuando un jugador recibe ataques, su equipamiento puede romperse ya sea la parte de arriba, media o baja en conjunto.
- Efectos de Equipo - Al crear un personaje o seleccionar uno predeterminado, su armadura tiene "efectos especiales", tales como más vida, absorber vida del contrincante o impactos automáticos. Y a diferencia de las entregas pasadas, estos "bonus" no sólo los dan las armas, sino también armaduras y accesorios.

## Jugabilidad
Soulcalibur IV no ha realizado un cambio destacable en su modo de juego con cada personaje a diferencia de Soulcalibur III, el cual ya había dado un gran salto de su antecesor. Esto de debe a que el segundo mencionado solo salió a la venta para Playstation 2 y no para las demás consolas de esa generación, lo que hace al equipo de Project Soul implementar un sistema de jugabilidad casi igual para el siguiente juego.

## Gráficos
Los nuevos gráficos en HD (alta definición) de Soulcalibur IV son más realistas. Ahora los personajes tienen características más reales, todos son ahora más atractivos y detallados a como eran en entregas anteriores.
Se ha puesto especial cuidado en las ambientaciones, luces, sombras, animaciones en los ataques, movimientos y en los personajes.

## Modos de juego
- Historia: El nuevo modo Historia es muy similar para todos los personajes. Todos tienen 5 niveles y, a excepción de Algol, todos empiezan en punto determinado y hacen su camino hacia La Torre de las Almas Perdidas. Cada historia contiene cinco niveles con diferentes enemigos y argumento único entre ellos.
- La Torre de las Almas Perdidas: El nuevo modo de juego de Soulcalibur IV se trata de una torre con 60 niveles de "Ascenso" y pisos ilimitados en "Descenso" (modo Survival). Cada nivel presenta cualidades únicas y efectos diferentes, como variaciones en el modo de ganar y bonus si se completa cierto objetivo durante los combates. En algunos niveles se pueden aliar hasta 3 diferentes personajes (o el mismo con diferentes trajes) para pasar por el nivel.
- Arcade: El típico modo de 8 niveles donde los primeros 4 encuentros son al azar, el quinto es un combate del destino (que tendrá que ver con la historia del jugador seleccionado), el sexto es Nightmare o Siegfried (dependiendo de la alineación del jugador), el séptimo siempre será El Aprendiz (Starkiller, que es quizás el nivel más complicado del modo Arcade) y el octavo nivel es Algol. Al terminar se puntúa al jugador dependiendo de sus combates.
- Entrenamiento: El típico modo de entrenamiento de Soulcalibur.
- Versus: Pelea contra la computadora en 5 dificultades diferentes (Fácil, Normal, Difícil, Muy Difícil, Maestro Experto) en batallas de 1 a 5 rondas o multijugador local.
- En línea: Ve las estadísticas mundiales del juego o pelea en línea en 2 diferentes modos "Estándar" y "Especial" (en este último los efectos del equipo y espadas están activados) en peleas normales o igualadas.
- Museo: El Museo ha sido el más criticado debido a su simpleza comparado con otras entregas. En éste se albergan cinemáticas, entradas, finales de personajes, fotos y las biografías de cada personaje. A diferencia de las demás Biografías didácticas de las otras entregas de Soulcalibur, en éste las biografías muestran la unión de personajes, enemigos y aliados, pero solo se muestra una foto de cada personaje y su biografía (sin poder escuchar los diálogos o ver el escenario de cada personaje).
- Creación de personaje: A pesar de que ahora se puede editar a cualquier personaje a gusto propio, los estilos de pelea personalizados fueron eliminados, haciendo de cada personaje personalizado un "clon" de otro original. También aquí se pueden comprar todos los personajes desbloqueables a excepción del Aprendiz, Darth Vader/Yoda, Algol y los Bonus, el resto puede comprarse por 4000 de oro cada uno. Ahora puedes editar un máximo de 50 personajes (incluyendo personajes originales o personalizables). Los únicos personajes que no puedes ser editados en ropa y color de atuendo son Yoda, Darth Vader, El Aprendiz, Algol y los personajes Extra (Scherezade, Shura, Kamikirimusi, Angol Fear y Ashlotte)

## Personajes
34 es el número de personajes jugables, además de los invitados especiales de animaciones Japonesas como de la aclamada cinta cinematográfica Star Wars.
Cada consola cuenta con un personaje único, en XBOX 360 tenemos a Yoda y en PlayStation 3 a Darth Vader, es posible la descarga del otro personaje por medio de DLC pagando un promedio de $5.00 USD.
Personajes nuevos:
Estos personajes están inmiscuidos en la trama de Soulcalibur y se supone que serán fijos en entregas posteriores. Son los siguientes:
- Hilde (Hildegard von Krone) - Una mujer guerrera vestida en armadura de combate, proveniente del reino ficticio de Wolfkrone, del cual es Princesa. Utiliza una combinación de espada y lanza en combate.
- Algol - El jefe final de esta entrega empuña tanto la Soul Calibur como Soul Edge.

Personajes de entregas anteriores: 
- Originales de Soul Edge  - Siegfried, Mitsurugi, Taki, Voldo, Sophitia, Seong Mi-na, Cervantes, Rock.
- Originales de Soulcalibur  - Nightmare, Yoshimitsu, Ivy, Astaroth, Maxi, Kilik, Xianghua, Lizardman.
- Originales de Soulcalibur II  - Cassandra, Raphael, Yun-seong, Talim, Assasin, Berseker
- Originales de Soulcalibur III  - Tira, Zasalamel, Amy, Setsuka.

Personajes bonus:
Dichos personajes no forman parte de la saga como tal, son añadidos extra en esta entrega, cortesía de varios dibujantes de anime
de renombre. Pese a ser personajes independientes, no tienen estilo de lucha propio ya que son clónicos creados con el editor de personajes. Son:
- Scheherazade - Personaje Bonus. Una mujer con apariencia de elfo (incluyendo orejas puntiagudas) diseñada por Yutaka Izubuchi, director del anime RahXepon. Utiliza para luchar una espada ropera.
- Angol Fear - Personaje Bonus. Un personaje femenino (prima de Angol Mois, personaje perteneciente al manga Keroro Gunso) creado por Mine Yoshizaki. Utiliza una vara con una punta terminada en esfera/meteoro y la otra en lanza.
- Shura - Personaje Bonus. Un personaje femenino creado por Oku Hiroya, creador del manga Gantz. Usa dos katanas como arma.
- Ashlotte - Personaje Bonus creado por Ito Ōgure. Una muñeca robot aparentemente relacionada con Astaroth. Pelea usando una arma de asta con una punta terminada en filo.
- Kamikirimusi - Personaje bonus. Un personaje femenino creado por Hirokazu Hisayuki. Un luchador con apariencia demoníaca y un estilo de lucha definido por su ingente arma de metal.

Personajes invitados:
Además de los ya mencionados, existen tres "Personajes Invitados" (Guest Characters, o personajes de otras franquicias/juegos) a aparecer en el juego, esta vez de Star Wars: 
- El Aprendiz (Starkiller) (Aprendiz secreto de Darth Vader del juego Star Wars: The Force Unleashed).Su estilo de combate se basa en el sable láser de color rojo característico del lado oscuro de la Fuerza, puede lanzar rayos de poder y tiene varias técnicas de largo alcance, también puede levitar en el aire. Es muy ágil.
- Yoda (Maestro Jedi de la serie Star Wars. Disponible en Xbox 360 y descargable en PS3). Su técnica de lucha se basa en el uso del sable láser de color verde, con movimientos ágiles y muchos brincos. Es imposible hacerle agarres por su estatura.
- Darth Vader (Maestro Sith de la serie Star Wars. Disponible en PlayStation 3 y descargable en Xbox 360). Su técnica de lucha se basa en el control del sable láser de color rojo característico del lado oscuro de la Fuerza. Aunque es un poco lento, tiene muchos ataques que bien podrían ser usados para contraatacar y causar grandes daños. Puede mover a sus oponentes con el poder de la fuerza.[1][2]

## Recepción
Soulcalibur IV recibió críticas en su mayoría positivas de los medios de comunicación. En 2014, seis años después de su lanzamiento inicial, tuvo un puntaje promedio en Metacritic de 85 para sus versiones de PlayStation 3 y Xbox 360. El juego fue elogiado por sus gráficos pulidos, el modo profundo de creación de personajes y su tan esperada capacidad de juego en línea. Los revisores también notaron que la jugabilidad era accesible para principiantes y novatos, pero aún tenía mucha profundidad y tecnicismo para veteranos y jugadores experimentados, incluyendo una gran cantidad de desafíos para un jugador en el modo Torre de las almas perdidas. La música también fue elogiada, y Gaming Revolution resumió el juego como "algunas de las mejores acciones de combate basadas en armas en la ciudad".
Ciertas críticas fueron dirigidas hacia los personajes invitados de la franquicia de La Guerra de las Galaxias, con varios críticos que mantienen que su presencia no era natural y que Yoda y el aprendiz en particular estaban "rotos" (una referencia a un desequilibrio percibido en los juegos de lucha que da a algunos personajes ventaja enormemente injusta sobre otros personajes en el juego) y "absurdo", respectivamente. El tamaño más pequeño de Yoda (y por lo tanto su inmunidad a los ataques de agarre) se menciona como uno de esos problemas de diseño. Al mismo tiempo, el corto alcance de Yoda y la baja producción de daño se consideraron problemáticos, lo que lo hizo tanto dominado como bajo poder al mismo tiempo.
Soulcalibur IV encabezó las listas de ventas del Reino Unido durante varias semanas tanto en la PS3 como en la Xbox 360. Al 31 de marzo de 2009, el juego había vendido 2,3 millones de copias en todo el mundo.

### Premios y reconocimientos
- IGN Best of 2008: el mejor juego de lucha de Xbox 360[19]

- Premios Spike TV Video Game : Mejor juego de lucha[20]

- Los 20 juegos Xbox 360 más populares de IGN de 2008: 17º[21]

- Los 20 mejores éxitos de Virgin Media de todos los tiempos (2009): sexto[22]

- En 2010, el juego se incluyó como uno de los títulos en el libro 1001 videojuegos que debes jugar antes de morir . [31]

## Secuela
Project Soul (el equipo de desarrollo de la serie Soul) siempre había dado la impresión de que Soulcalibur IV sería su última entrega, ya que se rumoreaba que el equipo se había disuelto. Sin embargo, Katsuhiro Harada (productor de la serie Tekken) dijo que consideraría seriamente una secuela si hubiera suficiente interés y los fanáticos informados que estaba dispuesto a aceptar opiniones y solicitudes a través de Twitter, pidiendo que los mensajes sean breves y simples debido a su Pocas habilidades de inglés. Si bien la posibilidad de una secuela era más fuerte que nunca, Namco no había hecho ninguna declaración para consolidar su compromiso con el juego. Se animó a los aficionados a mantener el apoyo y mostrar interés para asegurar el desarrollo de Soulcalibur V. El 11 de mayo de 2011, Namco Bandai anunció oficialmente el nuevo juego, que fue lanzado para la Xbox 360 y PlayStation 3 el 31 de enero de 2012.